# Ringhorne

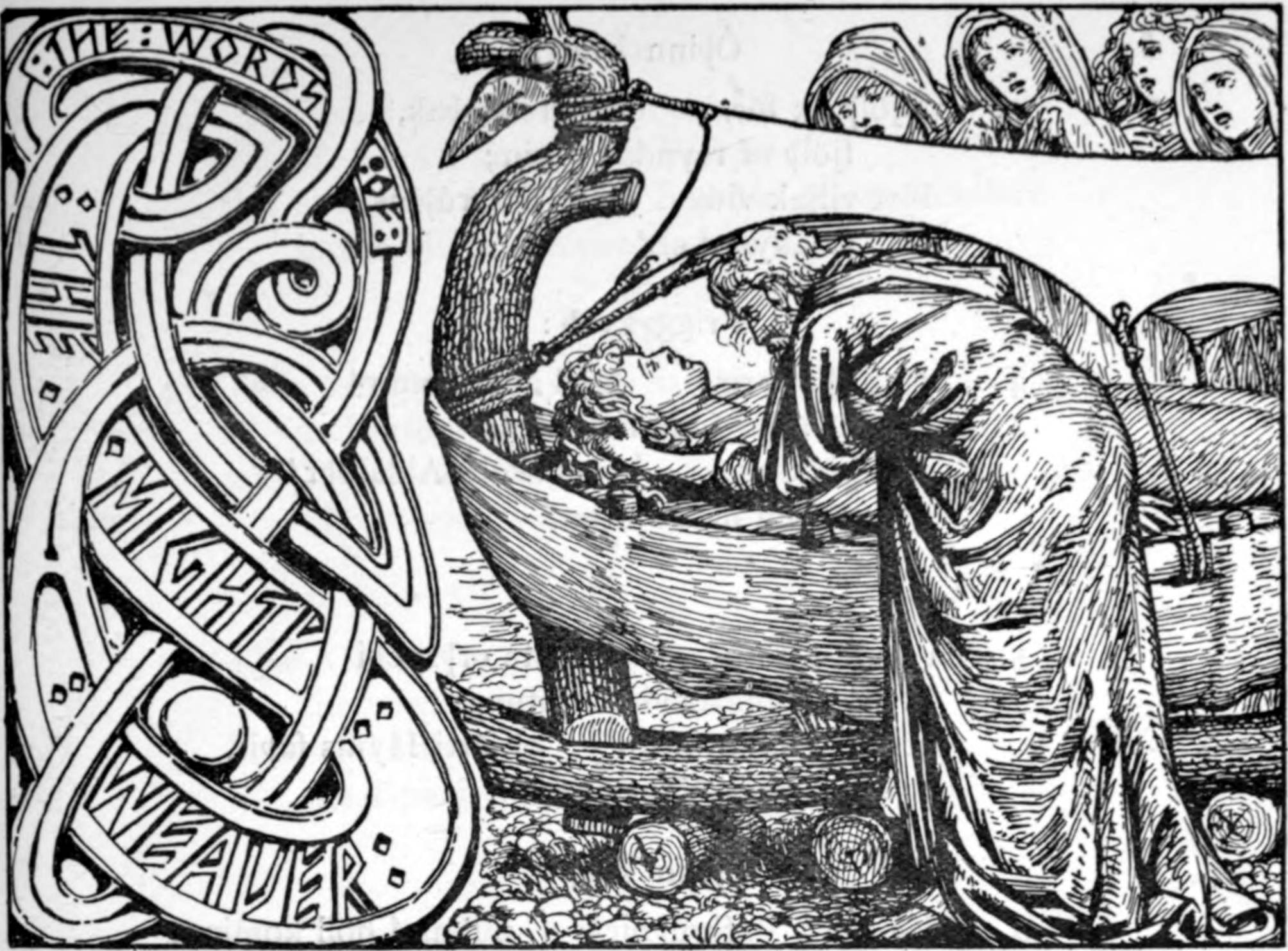
”Vad viskade Odin i Balders öra, innan denne brändes på bålet?” Illustration till Vafþrúðnismál 54 av W.G. Collingwood, 1908.

Ringhorne (fornvästnordiska: Hringhorni, ”med en ring på stäven”) var i nordisk mytologi guden Balders mäktiga skepp, på vilket han och hans maka Nanna lades på bål.

## Källtexterna
Skeppsnamnet Ringhorne förekommer endast i Snorre Sturlassons Edda, samt i en av de namntulor som i några handskrifter åtföljer verkets andra del.
I Skáldskaparmál 5 sägs att uttrycket ”Ringhornes ägare” (eigandi Hringhorna) kan vara en passande kenning för Balder. Förklaringen till detta ges i Gylfaginning 49, som handlar om Balders begravning.
| Asarna förde Balders lik till havet. Ringhorne hette Balders skepp. Det var det största av alla skepp. Gudarna ville sjösätta det för att på det tända Balders gravbål, men skeppet gick inte att rubba. | En Æsirnir tóku lík Baldrs ok fluttu til sævar. Hringhorni hét skip Baldrs. Hann var allra skipa mestr. Hann vildu goðin fram setja ok gera þar á bálfǫr Baldrs. En skipit gekk hvergi fram. |  |

Asarna sände då bud till Jotunheim efter jättinnan Hyrrokkin, som var mycket stark. 
| Då grep Hyrrokkin om förstäven och slet med ett enda ryck ut skeppet, så att elden stod om rullstockarna och alla länder skalv. | Þá gekk Hyrrokkin á framstafn nǫkkvans ok hratt fram í fyrsta viðbragði svá at eldr hraut ór hlunnunum ok lǫnd ǫll skulfu. |  |

Därefter bars Balder och hans hustru Nanna – som dött av sorg – upp på skeppet, gravgåvor bars ombord (däribland ringen Draupnir), Balders häst offrades liksom troligen en dvärg vid namn Litr (eller var det kanske en jätte?), varpå skeppet antändes och Tor vigde elden med sin hammare.
Det är tydligt att det är en kremering till havs som Snorre har haft i åtanke. Annars skulle det inte ha varit nödvändigt att sjösätta skeppet. Likbrännor till sjöss finns omtalade i några hjältesagor, men om de har förekommit i verkligheten är ovisst.
Snorres huvudkälla för berättelsen om Balders bålfärd har varit dikten Húsdrápa av Ulf Uggason. I denna drapa, varav endast ett fåtal fragment har bevarats, beskrevs de mytologiska händelser som fanns avbildade på väggarna i ett eldhus uppfört i Hjarðarholt omkring år 985. En stor del av dikten ägnades enligt Snorre åt Baldersmyten, men om namnet Ringhorne fanns nämnt i dikten kan vi inte veta. Germanisten Rudolf Simek, som särskilt ägnat sig åt norröna skeppsnamn, trodde att det var Snorre själv som hittade på namnet. Antagligen, menade han, har drapan beskrivit skeppet med en ring i stäven, eller så har Snorre själv med egna ögon sett de ombesjungna bilderna i Hjarðarholt (vilka fortfarande kan ha existerat på hans tid). En ring i stäven på ett skepp är enligt uråldrig ikonografisk tradition en solsymbol. Om ett skepp på detta sätt förknippas med solen rör det sig om fruktbarhetsgudens skepp, i det här fallet Frejs Skidbladner (Skíðblaðnir). Men eftersom skeppet i Húsdrápa förknippades med Balder så insåg inte Snorre detta samband, enligt Simek, utan döpte om skeppet till Ringhorne efter dess utseende.
Det är enligt Simek två i grunden oberoende traditionstrådar som förenas i Ringhorne: dels solskeppet Skidbladner, dels dödsskeppet Nagelfar (Naglfar). Om dessa båda skepp säger Snorre: ”Skidbladner är det bästa och mest konstfärdigt byggda av alla skepp men Nagelfar är det största skeppet.” (Skíðblaðnir er beztr skipanna ok með mestum hagleik gerr, en Naglfari er mest skip.) Men också Ringhorne sägs enligt Snorre ha varit det största av alla skepp. (Hringhorni … var allra skipa mestr.) Motsägelsen skulle möjligen kunna upplösas av Snorres tempusval: Ringhorne finns inte längre då det brändes upp med Balder.
Både Skidbladner och Nagelfar tycks dessutom ha haft det gemensamt att de var tillverkade av ytterst små delar. Skidbladner sattes samman av träspånor, medan Nagelfar (enligt Snorre)  hopfogades av döda människors naglar. 
Men till skillnad från Skidbladner och Nagelfar har Ringhorne enligt Simek knappast sitt ursprung i hednisk mytologi, utan är en efterhandskonstruktion förmodligen skapad av Snorre själv därför att träsnidaren i Hjarðarholt satte en ring i stäven på bilden av Balders bålskepp. Men om det var vanligt att gravskepp försågs med en solsymbol, så kan syftet med ringen ha varit att markera att det just rörde sig om ett gravskepp. Ett av de bäst bevarade gravskeppen, Osebergsskeppet från 830-talet, har ”ringar” i både för och akter, skeppets båda ”horn”.

### Gravskepp med ringar i för och akter

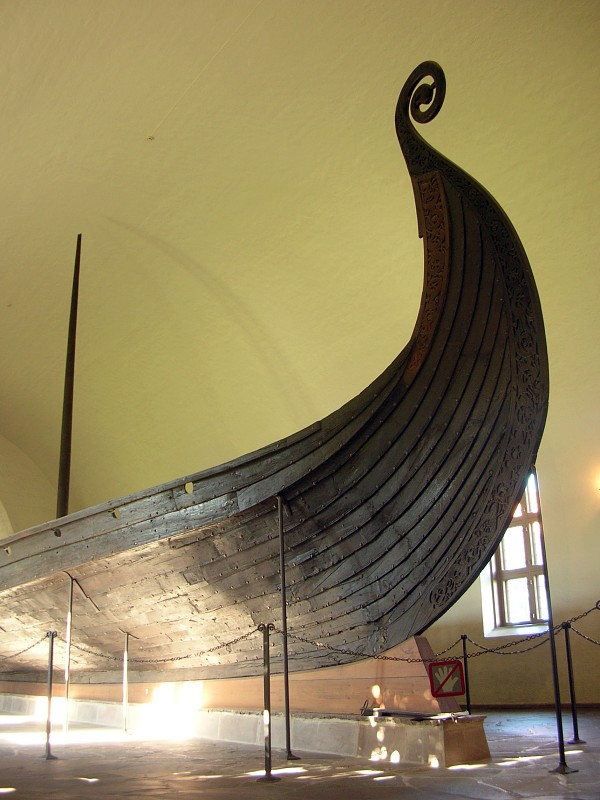
Osebergsskeppets stäv
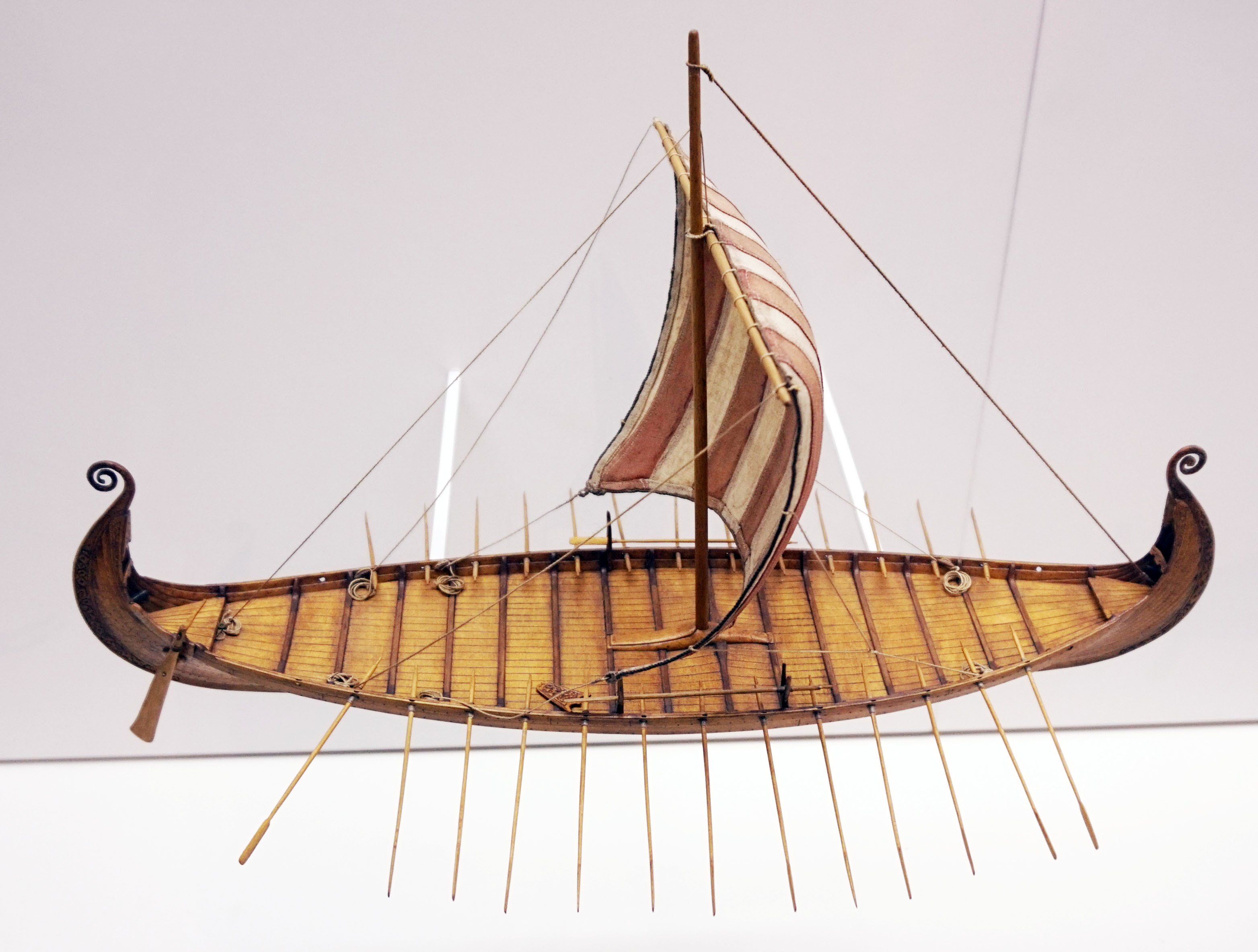
Osebergsskeppet (modell)
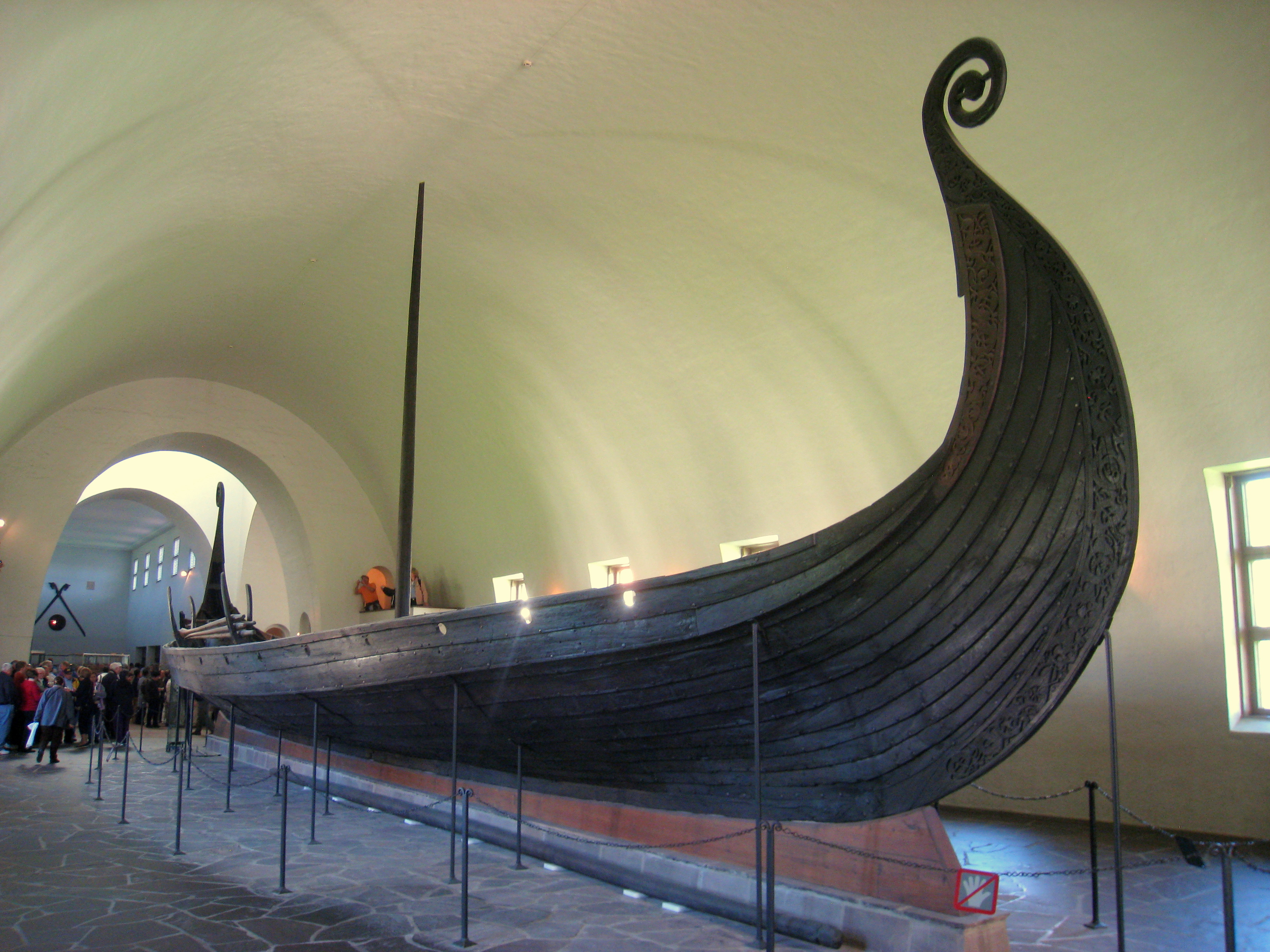
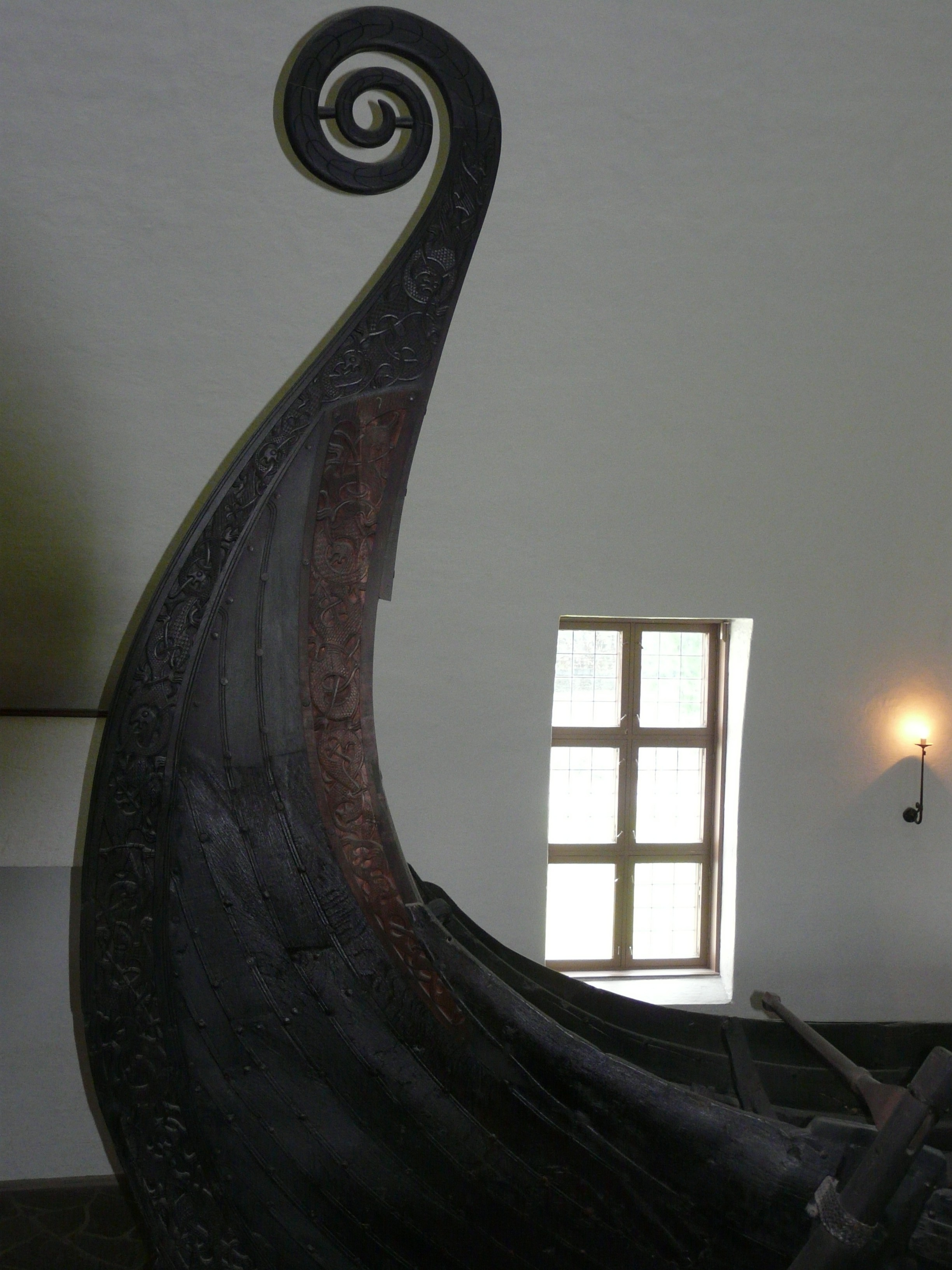
akter